# Justine Ezarik
Justine Ezarik conhecida por iJustine (Pittsburgh, 20 de março de 1984) é uma comediante de video viral, designer gráfica e produtora original de vídeo online.
Em 1 de março de 2010, as nomeações da Streamy Awards 2010 incluiram Ezarik na categoria de melhor vlogger.

## Conta de iPhone de 300 páginas
Uma conta de iPhone de 300 páginas frente-e-verso mandada em uma caixa de papelão pela AT&T Mobility foi o assunto de um vídeo viral criado por Justine Ezarik que intitulado de "IPHONE BILL" se tornou rapidamente um fenômeno da internet em agosto de 2007. Dez dias após sua primeira postagem, o vídeo tinha sido visto mais de 2 milhões de vezes na Internet, e tinha recebido a cobertura de notícias internacionais. Blogs americanos sobre tecnologia replicaram o post e o vídeo se espalhou pela Web.  O vídeo chegou a mais de 8 milhões de visualizações no total a partir de dezembro 2007. O vídeo feito por Ezarik, atraiu a atenção da mídia para esse aspecto e após reclamações, a empresa alterou o formato de boletins. Ela foi entrevistada por vários meios de comunicação em relação ao vídeo "IPHONE BILL", incluindo USA Today, ABC News,CNN,Fox News Channel, WTAE-TV, e WPXI- TV. Na entrevista à WPXI, o entrevistador ficou surpreso ao saber que a entrevista estava sendo mostrado ao vivo na webcast ijustine. Em uma entrevista por telefone ao vivo na National Public Radio no programa "All Things Considered" , o entrevistador discutia a possibilidade de ver a Ezarik no lifecast video stream em seu computador enquanto ele estava entrevistando.

## Vídeo viral e status de celebridade
Os vídeos virais engraçados de Justine Ezarik que são lançados na internet através do seu canal ijustine no Justin.tv, e também no YouTube tem milhares de acesso e se propagam pela internet, sendo reproduzidos pela blogosfera e em grandes sites, e se aproveitando dessa popularidade, várias marcas já patrocinaram os vídeos de iJustine.
É também convidada com frequência para participação em eventos. Ezarik foi listada na "Hot 100"(Lista das mulheres mais bonitas do mundo) da Maxim para o ano de 2010.

## Prêmios e indicações
| Ano  | Categoria      | Prêmio         | Resultado               |
| ---- | -------------- | -------------- | ----------------------- |
| 2010 | Melhor vlogger | Streamy Awards | Nomeada (como iJustine) |

## Filmografia
| Título                                            | Papel         | Anos(s)               | Notas                 |
| ------------------------------------------------- | ------------- | --------------------- | --------------------- |
| Criminal Minds (1ª temporada)                     | Meredith Joy  | 3 de novembro de 2010 | Aparição (1 episódio) |
| The Annoying Orange (1ª & 2ª temporadas)          | Passion Fruit | 2009-2010             | Voz, Web              |
| Law & Order: Special Victims Unit (11ª temporada) | A.J. Dunne    | 4 de novembro de 2009 | Aparição (episódio 7) |